# Nícies de Gortina
Nícies de Gortina (en llatí Nicias, en grec antic Νικίας "Nikías") fou un dirigent de Gortina que va estar connectat amb Atenes per llaços de proxènia.
Quan les forces atenenques enviades com a reforçament per Formió d'Atenes es dirigien a l'oest de Grècia, els va demanar d'aturar-se a Gortina (Creta) per ajudar-lo en l'atac militar a la ciutat propera de Cidònia, segons diu Tucídides.